# Lago Riffelsee
O Lago Riffelsee é um lago de montanha, que se situa a uma altitude de 2770 metros acima do nível do mar, no sopé da Montanha Riffelhorn em Zermatt, no cantão de Valais, na Suíça. 
Encontra-se logo abaixo da Estação de Rotenboden em Gornergratbahn. O Lago Riffelsee é conhecido pelo reflexo nas suas águas da parte leste de parede da referida montanha, um dos motivos de fotos mais cobiçada na Suíça.